# يوهان كونينغ (رسام)
يوهان كونينغ (بالألمانية: Johann König)‏ هو رسام ألماني، ولد في 21 أكتوبر 1586 في نورنبرغ في ألمانيا، وتوفي بنفس المكان في 4 مارس 1642.